# قطره‌های خدا
قطره‌های خدا (انگلیسی: Drops of God) یک مجموعه مانگای ژاپنی است که موضوع آن در مورد شراب است. این مانگا توسط تاداشی آگی نوشته شده است، که نام مستعار تیم خلاق خواهر و برادر یوکوا و شین کیبایاشی است و توسط شو اوکیموتو تصویرسازی شده است. داستان در دو بخش روایت می‌شود – بخش اول بر روی شخصیت اصلی شیزوکو کانزاکی و رقیبش ایسئی تومینه متمرکز است که در جستجوی شراب‌های «دوازده رسول» هستند، و بخش دوم بر روی پیدا کردن «قطره‌های خدا» تمرکز دارد. بخش سوم از سریال به عنوان دنباله کوتاهی است که جزئیات زندگی شیزوکو را پس از رقابت و پذیرش دختر ایسئی تحت سرپرستی خود نشان می‌دهد.
این سریال اولین بار در نوامبر ۲۰۰۴ در مجله  مورنینگ در ژاپن منتشر شد و در ژوئن ۲۰۱۴ به پایان رسید، با آخرین جلد در ژوئیه همان سال منتشر شد. یک سریال مانگای دنباله‌دار به نام قطره‌های خدا: ازدواج  منتشر شد که از جایی که مانگای اصلی تمام شده ادامه می‌یابد و بر روی سفر شیزوکو به خارج از کشور برای عمیق‌تر کردن دانش خود درباره شراب و جستجوی «قطره‌های خدا» تمرکز دارد. تم این مانگا «ازدواج» بین شراب و غذا است که به بررسی ترکیب‌های مختلف بین آن‌ها می‌پردازد. این سریال از ۲۸ مه ۲۰۱۵ آغاز شد، چند ماه پس از پایان انتشار مانگای اصلی، و در ۱۵ اکتبر ۲۰۲۰ به پایان رسید و در مجموع ۲۶ جلد جمع‌آوری شد.
در ۱۳ سپتامبر ۲۰۲۳، دنباله دیگری به نام قطره‌های خدا: قسمت دوم اعلام شد و از ۲۱ سپتامبر در مجله مورنینگ منتشر شد و در ۱۸ آوریل ۲۰۲۴ به پایان می‌رسد. داستان پس از «ازدواج» اتفاق می‌افتد، جایی که شیزوکوی مسن‌تر به سفر خود در سراسر جهان ادامه می‌دهد و به پاریس می‌رسد تا به دختر ایسئی در مورد شراب آموزش دهد. این دنباله برای تنها دو جلد برنامه‌ریزی شده است.
قطره‌های خدا به طور گسترده‌ای موفق بوده و تحسین‌های زیادی برای دانش دقیق آن در مورد شراب، شخصیت‌ها، داستان و هنر دریافت کرده است و به خاطر تأثیر جهانی آن بر بازار شراب، به ویژه فروش شراب‌های معرفی‌شده در مانگا، مشهور است. قطره‌های خدا همچنین دو اقتباس تلویزیونی لایو-اکشن را الهام بخشیده است.